# 駒場 (目黒区)
駒場（こまば）は、東京都目黒区の町名。現行行政地名は駒場一丁目から駒場四丁目。住居表示実施済区域。

## 地理
目黒区の北端に位置し、北に渋谷区上原、富ヶ谷、東に同区松涛、神泉町、目黒区青葉台、南に同区大橋、世田谷区池尻、西に同区代沢、北沢に接する。
鉄道の駅は、京王井の頭線駒場東大前駅が設けられている。幹線道路は、山手通り、補助54号線（航研通り）、淡島通りに面している。
駒場東大前駅周辺、淡島通り沿い等に近隣商業地が見られ、各種研究・教育機関が立地する他は住宅地が多い。かつては、駒場東大前駅のやや北方に前田屋敷（現在の駒場公園）があり、現在も周辺は閑静な住宅地が広がる。
1932年（昭和7年）の目黒区成立時に駒場町として起立、1968年の住居表示実施時に駒場となり、一部は青葉台四丁目に編入された。

### 地価
住宅地の地価は、2025年（令和7年）1月1日の公示地価によれば、駒場4-3-38の地点で135万円/m2となっている。

## 歴史
元々、荏原郡上目黒村（幕府領）の一部であり、現在の大橋の大部分、青葉台の一部を含んでいた。
江戸時代には、将軍家の鷹狩場が設けられたことがあり（駒場野）、この地域に狩りの際に利用する馬を止める場所（駒場）があったことが名前の由来とされている。現在の三角橋交差点の付近（四丁目）に番小屋があったとする史料もある。なお、集落や農地はまばらであった。
1867年（幕末）に、この鷹狩場の土地を、下北沢村、豊島郡代々木村等に拡大し錬兵場として整備する幕府構想が立てられたが、拡大先各村の反対運動で断念した（下記「駒場野一揆」）。
明治時代以降、政府が関与し駒場野の開墾が始まリ、駒場農学校が開校した。以降、農業関係をはじめに各種の研究・教育機関の立地が進み、文教の地としてのイメージが定着していった。目黒区はホームページにおいて、「近代農法発祥の地」としている。
その後、東京市、目黒区への編入、住居表示実施等を経て現在の形となっている。

### 駒場野一揆
駒場野一揆とは、1867年に起こった百姓一揆である。
近代的な軍隊の整備の必要性に迫られた江戸幕府は、1867年に、上記の錬兵場計画を立てた。この拡張計画の詳細は史料上不明確なところがあるが、概ね現在の上原、北沢、代沢、富ヶ谷等が対象となっていたことは明確に窺える。これらの駒場の北方は、当時は農地よりも林地が目立っていた。
ところが、拡張範囲について風説が広がり、農地を奪われることを恐れた周辺村の農民が、同年8月に一揆を起こし、番小屋を破壊するなどの行動に出た。
幕府がこの一揆に対して地点変更を検討したことを示す史料もあるが、10月に大政奉還があり、練兵場計画は実現せず、一揆の始末もはっきりしないまま終わった。この事件は、幕府の衰退ぶりを示す事件として、目黒区、渋谷区、世田谷区の歴史に記されている。

## 世帯数と人口
2025年（令和7年）3月1日現在（目黒区発表）の世帯数と人口は以下の通りである。
| 丁目       | 世帯数    | 人口    |
| ---------- | --------- | ------- |
| 駒場一丁目 | 2,586世帯 | 4,162人 |
| 駒場二丁目 | 312世帯   | 538人   |
| 駒場三丁目 | 494世帯   | 875人   |
| 駒場四丁目 | 885世帯   | 1,465人 |
| 計         | 4,277世帯 | 7,040人 |

### 人口の変遷
国勢調査による人口の推移。
| 年                 | 人口  |
| ------------------ | ----- |
| 1995年（平成7年）  | 6,667 |
| 2000年（平成12年） | 6,873 |
| 2005年（平成17年） | 7,410 |
| 2010年（平成22年） | 7,346 |
| 2015年（平成27年） | 7,083 |
| 2020年（令和2年）  | 7,007 |

### 世帯数の変遷
国勢調査による世帯数の推移。
| 年                 | 世帯数 |
| ------------------ | ------ |
| 1995年（平成7年）  | 3,046  |
| 2000年（平成12年） | 3,384  |
| 2005年（平成17年） | 3,681  |
| 2010年（平成22年） | 3,864  |
| 2015年（平成27年） | 3,705  |
| 2020年（令和2年）  | 3,954  |

## 学区
区立小・中学校に通う場合、学区は以下の通りとなる（2025年4月現在）。
- 区域 : 一丁目、二丁目、三丁目、四丁目　各全域
  - 小学校 : 目黒区立駒場小学校
  - 中学校 : 目黒区立第一中学校

## 事業所
2021年（令和3年）現在の経済センサス調査による事業所数と従業員数は以下の通りである。
| 丁目       | 事業所数  | 従業員数 |
| ---------- | --------- | -------- |
| 駒場一丁目 | 144事業所 | 730人    |
| 駒場二丁目 | 37事業所  | 715人    |
| 駒場三丁目 | 61事業所  | 1,954人  |
| 駒場四丁目 | 78事業所  | 1,457人  |
| 計         | 320事業所 | 4,856人  |

### 事業者数の変遷
経済センサスによる事業所数の推移。
| 年                 | 事業者数 |
| ------------------ | -------- |
| 2016年（平成28年） | 267      |
| 2021年（令和3年）  | 320      |

### 従業員数の変遷
経済センサスによる従業員数の推移。
| 年                 | 従業員数 |
| ------------------ | -------- |
| 2016年（平成28年） | 2,732    |
| 2021年（令和3年）  | 4,856    |

## 施設
- 東京大学駒場地区キャンパス
  - 東京大学大学院総合文化研究科・教養学部
  - 東京大学大学院数理科学研究科
  - 東京大学生産技術研究所
  - 東京大学先端科学技術研究センター

- 所在地から、これらの学部・研究科そのものを指して「駒場」と呼ばれる（例：東大駒場騒動）。
- 大学入試センター
- 東京都立国際高等学校
- 日本工業大学駒場中学校・高等学校
- 目黒区立駒場小学校
- 枝光会駒場幼稚園
- 駒場保育園
- 駒場公園 - 旧：前田侯爵邸
- 駒場野公園

駅名・旧地名・汎称等から取材して近隣で「駒場」を名乗る事例として筑波大学附属駒場中学校・高等学校（所在：池尻）、東京都立駒場高等学校（所在：大橋）、駒場学園高等学校（所在：代沢）、駒場東邦中学校・高等学校（所在：池尻）が見られる。

## その他

### 日本郵便
- 郵便番号 : 153-0041[3]（集配局 : 目黒郵便局[18]）。